# Johann III. (Schweden)

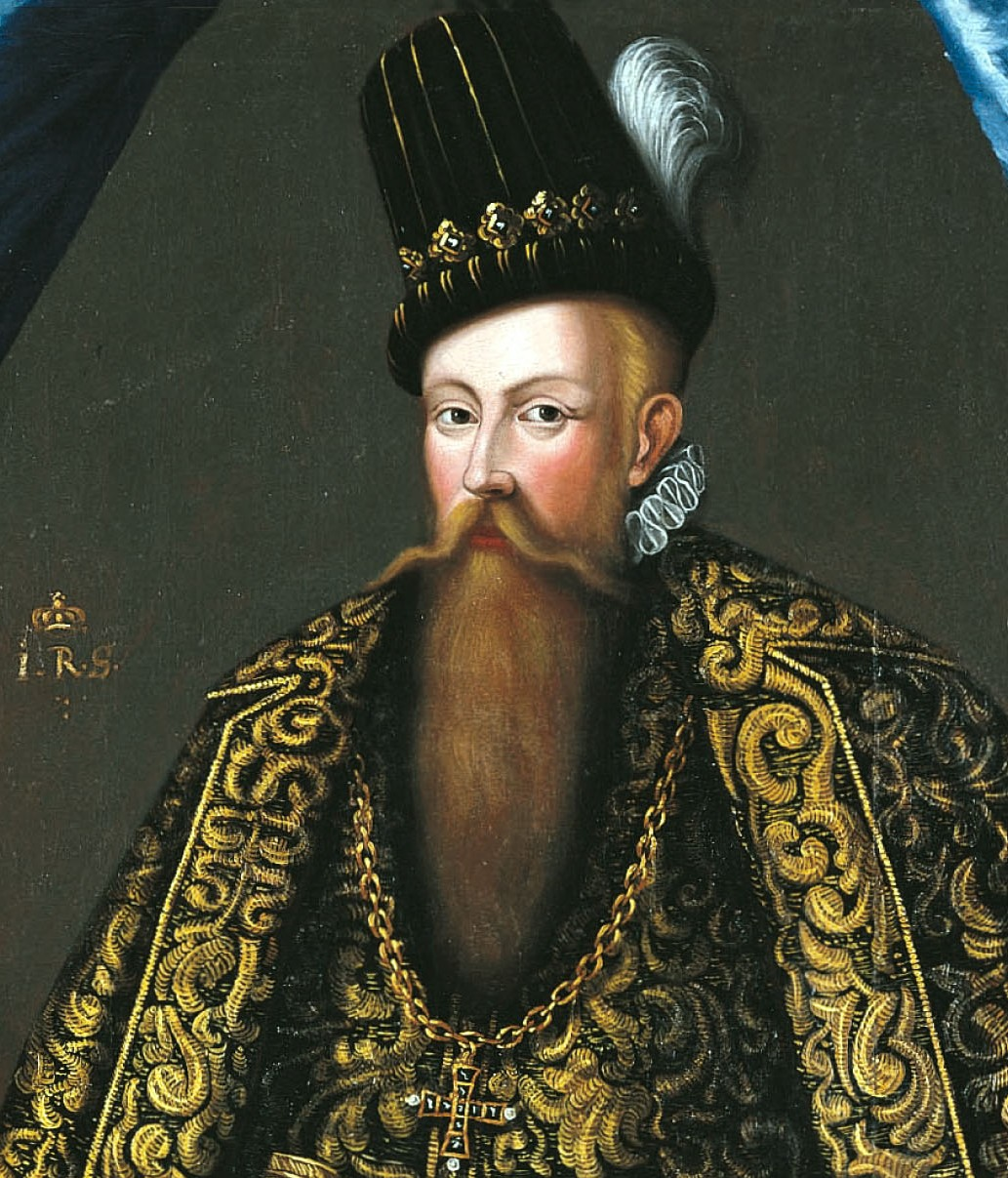
Johann III. von Schweden, Porträt von Johan Baptista van Uther, 1582 (Schwedisches Nationalmuseum, Stockholm).
Johanns Unterschrift:

Johann III. (* 20. Dezember 1537 auf Schloss Stegeborg in Östergötland; † 17. November 1592 in Stockholm) war von 1568 bis 1592 König von Schweden.
Johann III. war der älteste Sohn von Gustav I. von Schweden aus dem Hause Wasa und dessen zweiter Gemahlin Margareta Eriksdotter Leijonhufvud.

## Die ersten Jahre
Johann wurde am 27. Juni 1556 Herzog von Finnland. Als sein älterer Halbbruder Erik schwedischer König wurde, konnte Johann nur sehr widerwillig dessen neue Machtstellung akzeptieren. Zum offenen Bruch zwischen den Brüdern kam es, als er sich am 4. Oktober 1562 gegen den Willen seines Bruders mit der Prinzessin Katharina Jagiellonica verheiratete. Sie war die jüngere Schwester des polnischen Königs Sigismund II., mit dem Erik im Streit lag. Dazu kam noch, dass Johann von Sigismund für eine Pfandsumme von 120.000 Talern sieben befestigte Schlösser in Livland erhielt.
Dies stand nach Ansicht von Erik eindeutig gegen frühe getroffene Vereinbarungen. Erik forderte von seinem Bruder, auf die livländischen Burgen zu verzichten und offen erklären, ob er Schweden oder Polen unterstützen wolle. Da der Herzog diesen Forderungen nicht Folge leistete, wurde er im April 1563 des Landesverrates beschuldigt. Im Juni desselben Jahres wurde er wegen Hochverrats zum Tode verurteilt. Ihm wurden sämtliche Güter in Stockholm enteignet und jeglicher Anspruch auf den schwedischen Thron oder Erbschaften abgesprochen. Ein großes Heer wurde zu seinem Schloss in Åbo entsandt, um ihn zu verhaften. Johann, der darauf nicht vorbereitet war, wurde dort einige Wochen lang belagert, bis er sich schließlich am 12. August 1563 unter der Voraussetzung ergab, dass er am Leben bleiben und standesgerecht untergebracht werden solle. Mehr als vier Jahre war er, gemeinsam mit seiner Gemahlin, ein Gefangener auf Schloss Gripsholm. Im Oktober 1567 wurde er in einer Schwächephase seines Bruders entlassen und setzte sofort Verhandlungen in Gang, die seine Ansprüche wieder herstellen sollten. Als Erik zu Anfang des Jahres 1568 wieder zu Kräften kam, befürchtete Johann, dass er wieder eingesperrt werden würde. Daher verbündete er sich mit seinem jüngsten Bruder Karl und einigen Adligen und zettelte im Juni einen Aufstand gegen Eriks Regierung an. Schnell schlossen sich ihm weitere Mitstreiter an und am 29. September 1568 zog er mit seinem Heer in Stockholm ein. Erik XIV. wurde gefangen genommen und Johann ließ sich von den Stadträten, Adeligen und seinen Kriegstruppen als neuer König feiern.

## Johann III. als König
Im Januar 1569 wurde Erik offiziell entthront und Johann vom schwedischen Reichstag als König anerkannt. Er musste für diese Bestätigung einige Zugeständnisse machen. Sein Bruder Karl erhielt weitreichende Machtbefugnisse in einem eigenen Herzogtum. Auch der übrige Adel erhielt Privilegien. Trotzdem fühlte sich König Johann III. nicht sicher, solange sein gefangener Bruder noch am Leben war. Aus Furcht, dieser könnte befreit werden, erteilte er den Wächtern 1571 den Befehl, Erik beim geringsten Anzeichen für einen Flucht- oder Befreiungsversuch zu töten. Erik starb 1577.
Johann unterstützte entgegen der Tradition seines Vaters die katholische Kirche in der Hoffnung auf eine starke schwedische Gesamtkirche für Katholiken und Protestanten. Das Resultat war aber nur eine neue katholische Reaktion in Schweden. Vor allem, dass er seinen Sohn Sigismund nach den katholischen Lehren erzog, spielte eine entscheidende Rolle. Eigentlich hatte Johann geplant, seinen Sohn stärker an das polnische Königshaus zu binden. Am Ende hatte die schwedische Aristokratie fast denselben Stellenwert wie zur Zeit der Kalmarer Union.
Außenpolitisch richtete Johann seinen Blick verstärkt auf das Baltikum. Er beendete 1570 den Dreikronenkrieg, den sein Bruder Erik begonnen hatte. Danach startete er einen Krieg gegen Russland, der mit variierender Intensität bis zu Johanns Tod andauerte. Die Einnahme von Narva 1581 war sein größter Erfolg.
Johann starb am 17. November 1592 und hinterließ sein Reich geschwächt durch Kriege und innenpolitische Streitigkeiten. Er liegt in der Domkirche von Uppsala begraben.

## Johann III. als Baumeister

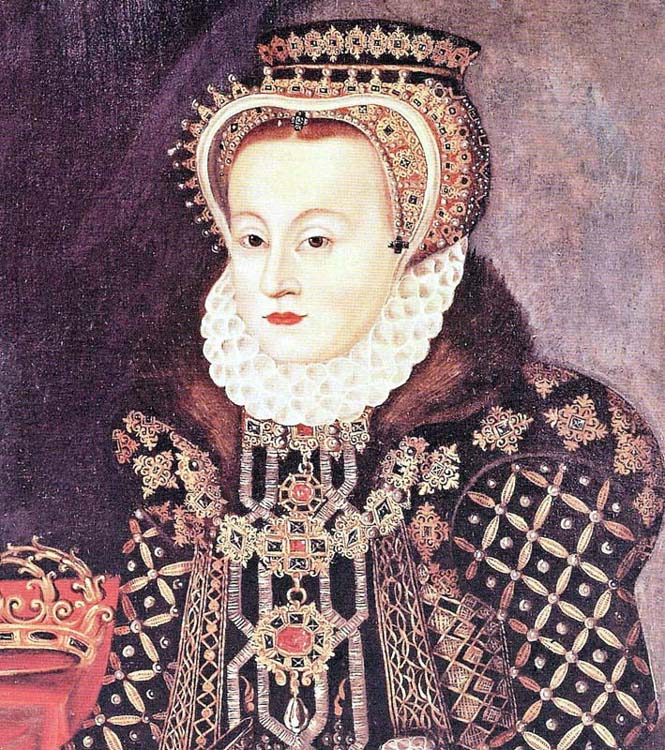
Porträt Gunilla Bielkes

Johann berief viele deutsche und holländische Baumeister, Bildhauer und Maler nach Schweden zur Ausführung seiner weitläufigen Bauvorhaben. Er beteiligte sich auch persönlich an der Planung verschiedener Bauten und lieferte eigene Bauzeichnungen. Er bevorzugte den italienischen Renaissancestil und kann als Mittelpunkt der erstarkenden Kunstbewegung in seiner Regierungszeit betrachtet werden.
Ein besonderer Punkt in Johanns Bauinteresse war die Bewahrung bestehender Bauwerke. Einige kirchliche Gebäude, die Bränden zum Opfer gefallen waren, wurden wiedererrichtet, darunter die Domkirchen von Uppsala, Västerås, Linköping und Skara. In Stockholm wurden einige ältere Kirchen restauriert und umgebaut, z. B. die Storkyrka und die Riddarholmskirche.
Zu seinen größeren Schlössern ließ Johan Kapellen bauen. Das Stockholmer Schloss wurde wesentlich ausgebaut und neu eingerichtet. Für seine Frau ließ Johann zwei weitere Schlösser bauen und für viele andere entstanden unter Johanns Zeit Verteidigungsanlagen.

## Nachkommen

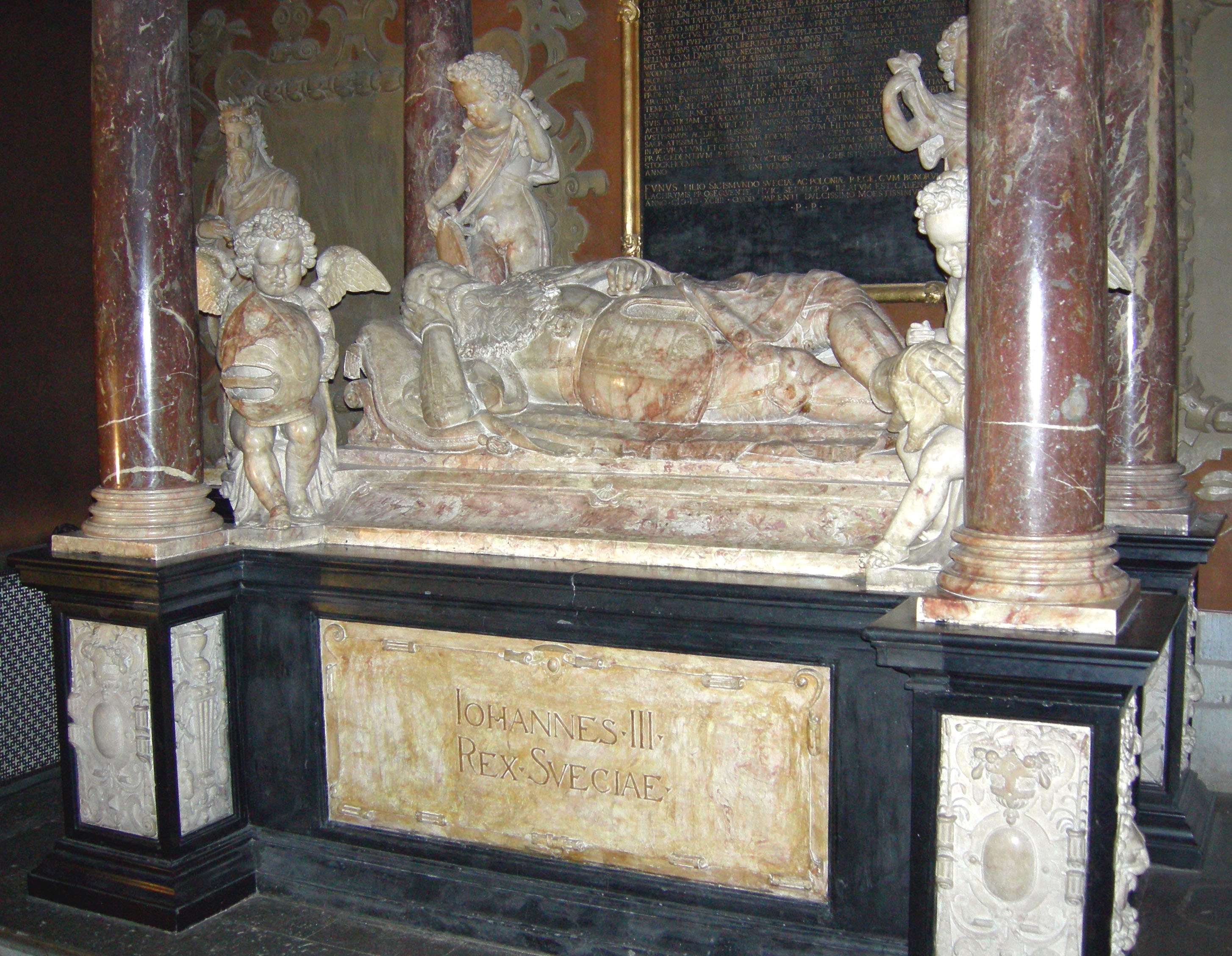
Grab Johanns III. im Dom zu Uppsala

Am 4. Oktober 1562 vermählte er sich in erster Ehe mit Katharina Jagiellonica (1526–1583), mit der er folgende Kinder hatte:
- Isabella (* 1564; † 1566), Prinzessin von Schweden,
- Sigismund III. (* 20. Juni 1566; † 30. April 1632), König von Schweden und Polen, und
- Anna (* 7. Mai 1568; † 26. Februar 1625), Prinzessin von Schweden

In zweiter Ehe heiratete er am 21. Februar 1585 Gunilla Bielke (1568–1597), die ihm einen Sohn gebar:
- Johann von Östergötland (* 18. April 1589; † 5. März 1618), Herzog von Östergötland.

Schon vor seiner ersten Ehe hatte Johann eine uneheliche Tochter, Sofia Gyllenhielm (um 1556–1583), mit seiner Mätresse Katarina Hansdotter.